# Vinyes mortes vora el cel
Vinyes morta vora el cel és una obra artística de Santi Borrell. Va ser inaugurada el divendres 3 de juny del 2022 a les 20.00 h del vespre. Ubicada en una vinya de la població de la Granada, just al costat de la carretera C243-a i d'un encreuament amb la carretera C15, té per objectiu denunciar el declivi de la pagesia.

## Descripció de l'obra
L'obra consisteixen en una estructura de fusta de quatre metres d’altura i cinc metres d’amplada, amb tres ceps morts, que simulen estar penjats. El significat de l'obra té per objectiu denunciar la situació de la pagesia catalana, dels viticultors del Penedès que malviuen davant els preus baixos que fixen les grans empreses del sector del vi i del cava.